# Okres Mistelbach
Okres Mistelbach leží v srdci Weinviertelu (Vinné čtvrti) a je po Zwettlu druhým největším okresem Dolních Rakous. Sousedí s okresy Gänserndorf, Korneuburg, Hollabrunn (do roku 2017 s okresem Vídeň-okolí) a na severu s českými jihomoravskými okresy Znojmo a Břeclav.

## Správní rozdělení
Okres Mistelbach se člení na 36 obcí, z toho čtyři města a 19 městysů. V závorkách je uveden počet obyvatel ke dni 1. dubna 2009.

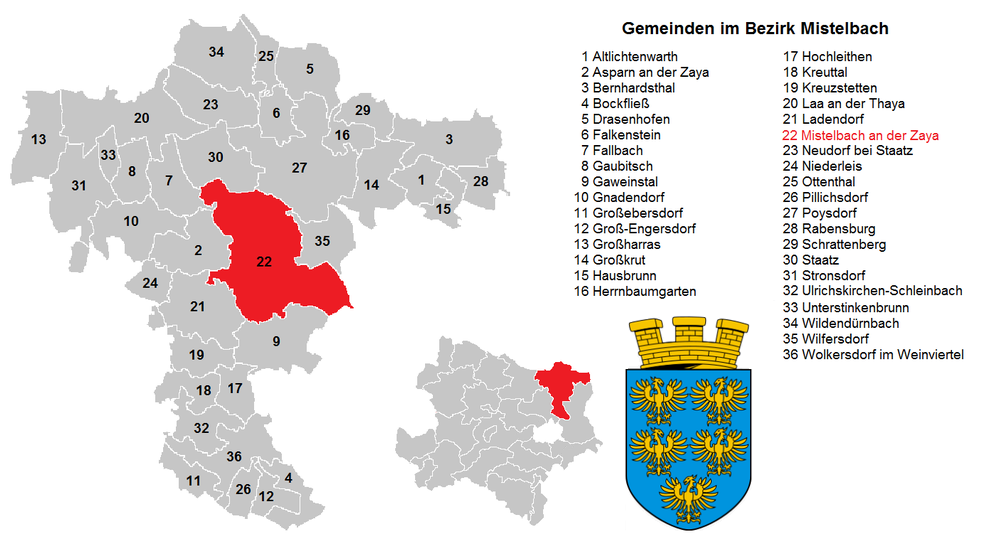
Obce v okrese Mistelbach

### Města
- Laa an der Thaya (6244)
- Mistelbach (11 053)
- Poysdorf (5520)
- Wolkersdorf im Weinviertel (6654)

### Městysy
- Asparn an der Zaya (1767)
- Bernhardsthal (1651)
- Bockfließ (1365)
- Falkenstein (471)
- Gaweinstal (3745)
- Großengersdorf (1466)
- Großharras (1157)
- Großkrut (1564)
- Hausbrunn (845)
- Herrnbaumgarten (968)
- Kreuzstetten (1525)
- Ladendorf (2246)
- Neudorf im Weinviertel (1424)
- Pillichsdorf (1133)
- Rabensburg (1134)
- Staatz (2032)
- Stronsdorf (1657)
- Ulrichskirchen-Schleinbach (2554)
- Wilfersdorf (2010)

### Obce
- Altlichtenwarth (750)
- Drasenhofen (1147)
- Fallbach (842)
- Gaubitsch (901)
- Gnadendorf (1166)
- Großebersdorf (2254)
- Hochleithen (1159)
- Kreuttal (1410)
- Niederleis (830)
- Ottenthal (595)
- Schrattenberg (828)
- Unterstinkenbrunn (578)
- Wildendürnbach (1567)